# 額田王
額田王（ぬかたのおおきみ），又稱額田部姬王、額田女王等，為日本飛鳥時代的皇族，也是出色的歌人，其作品在和歌萬葉集裡有長歌三首、短歌十首。
伊賀出身的才女，十歲便入宮為采女，美麗嫻淑，多才多藝，是當時最負盛名的女歌人，後與大海人皇子（天武天皇）生下十市皇女。
謠傳十市皇女出生之後，在日本支援百濟的白江口之戰中，額田王因陪侍齊明天皇前往百濟，故受大海人皇子之兄中大兄皇子（天智天皇）寵愛，導致了大海人與中大兄兩位皇子之間的紛爭。然而此說稍缺根據，唯可由『萬葉集』中所收和歌推測：
- （往来紫野围禁场，守吏岂不见，君又举袖扬）（卷1・20・額田王 （页面存档备份，存于））
- （妹妍如紫茜，焉能憎厌？况知已是人妻，犹使我生恋）（卷1・21・大海人皇子 （页面存档备份，存于））

二首，令人對額田王與天智、天武兩天皇間之三角關係抱持遐想。但自池田彌三郎、山本健吉所著『萬葉百歌』中，論證此歌應為宴席中即興作歌之後，該說漸成學會之通說。而同書中亦有「額田姬王思近江(天智)天皇歌 （页面存档备份，存于）」，實情仍待後考。
中大兄皇子之後繼位為天智天皇，死後傳位給兒子大友皇子，而非皇太弟的大海人皇子，大海人皇子因而起兵叛變，迫弘文天皇自盡，大海人皇子繼位，是為天武天皇，並在史書中抹除大友皇子的即位紀錄，人老色衰的額田王，只好把全部的感情都寄托在對已故天智天皇的懷念上。大友皇子之妃十市皇女為大海人皇子與額田王之女，在大友皇子死後殉死。